# Nejednakokrilci
Nejednakokrilci (lat. Anisoptera) su infrared kukaca, koji pripadaju redu Odonata. Dobili su naziv od grčkih riječi ἄνισος -anisos, „nejednak” i πτερόν pteron, „krilo”, jer su njihova zadnja krila šira od njihovih prednjih krila. 
Odrasle nejednakokrilce karakteriziraju velike, kompozitne oči, dva para jakih, prozirnih krila, ponekad s obojenim mrljama i izduženo tijelo. Nejednakokrilci slično izgledaju kao pripadnici srodne grupe Zygoptera, čiji pripadnici imaju slične strukture, iako su obično lakše građeni. Krila većine nejednakokrilaca drže se ravno i udaljena su od tijela, dok su kod Zygoptera krila sklopljena u mirovanju, duž ili iznad trbuha. Nejednakokrilci su okretni letači, dok Zygoptera imaju slabiji, lepršav let. Mnoge vrste nejednakokrilaca imaju brilijantne metalne boje, koje daju strukturna obojenja, što ih čini uočljivim u letu. Svako kompozitno oko odrasle jedinke ima skoro 24,000 ommatidija.

## Sistematika

### Rodovi
- Aeschnosoma Selys, 1870
- Aeshna Fabricius, 1775
- Agriogomphus Selys, 1869
- Allopetalia Selys, 1873
- Anatya Kirby, 1889
- Anax Leach, 1815
- Andaeschna De Marmels, 1994
- Anomalophlebia Belle, 1995
- Antidythemis Kirby, 1889
- Aphylla Selys, 1854
- Archaeogomphus Williamson, 1919
- Argyrothemis Ris, 1909
- Arigomphus Needham, 1897
- Basiaeschna Selys, 1883
- Boyeria McLachlan, 1895
- Brachymesia Kirby, 1889
- Brasiliogomphus Belle, 1995
- Brechmorhoga Kirby, 1894
- Cacoides Cowley, 1934
- Cannaphila Kirby, 1889
- Castoraeschna Calvert, 1952
- Celithemis Hagen, 1861
- Cordulegaster Leach, 1815
- Cordulia Leach, 1815
- Coryphaeschna Williamson, 1903
- Crocothemis Brauer, 1868
- Cyanogomphus Selys, 1873
- Dasythemis Karsch, 1889
- Deielia Kirby, 1889
- Desmogomphus Williamson, 1920
- Diaphlebia Selys, 1854
- Diastatops Rambur, 1842
- Didymops Rambur, 1842
- Dorocordulia Needham, 1901
- Dromogomphus Selys, 1854
- Dythemis Hagen, 1861
- Edonis Needham, 1905
- Elasmothemis Westfall, 1988
- Elga Ris, 1909
- Epiaeschna Hagen, 1877
- Epigomphus Hagen in Selys, 1854
- Epitheca Burmeister, 1839
- Erpetogomphus Selys, 1858
- Erythemis Hagen, 1861
- Erythrodiplax Brauer, 1868
- Fylgia Kirby, 1889
- Gomphaeschna Selys, 1871
- Gomphoides Selys, 1854
- Gomphomacromia Brauer, 1864
- Gomphus Leach, 1815
- Gynacantha Rambur, 1842
- Gynothemis Calvert in Ris, 1909
- Hagenius Selys, 1854
- Helocordulia Needham, 1901
- Hypopetalia McLachlan, 1870
- Idiataphe Cowley, 1934
- Idiogomphoides Belle, 1984
- Ladona Needham, 1899
- Lanthus Needham, 1897
- Lauromacromia Geijskes, 1970
- Leucorrhinia Brittinger, 1850
- Libellula Linnaeus, 1758
- Limnetron Förster, 1907
- Macrodiplax Brauer, 1868
- Macromia Rambur, 1842
- Macrothemis Hagen, 1868
- Melanocacus Belle, 1986
- Miathyria Kirby, 1889
- Micrathyria Kirby, 1889
- Misagria Kirby, 1889
- Mitragomphus Needham, 1944
- Nannothemis Brauer, 1868
- Nasiaeschna Selys in Förster, 1900
- Navicordulia Machado and Costa, 1995
- Neocordulia Selys, 1882
- Neogomphus Selys, 1858
- Neopetalia Cowley, 1934
- Nephepeltia Kirby, 1889
- Nesogonia Kirby, 1898
- Neuraeschna Hagen, 1867
- Neurocordulia Selys, 1871
- Nothodiplax Belle, 1984
- Octogomphus Selys, 1873
- Oligoclada Karsch, 1890
- Ophiogomphus Selys, 1854
- Oplonaeschna Selys, 1883
- Orthemis Hagen, 1861
- Pachydiplax Brauer, 1868
- Paltothemis Karsch, 1890
- Pantala Hagen, 1861
- Paracordulia Martin, 1906
- Perigomphus Belle, 1972
- Perithemis Hagen, 1861
- Peruviogomphus Klots, 1944
- Phenes Rambur, 1842
- Phyllocycla Calvert, 1948
- Phyllogomphoides Belle, 1970
- Phyllopetalia Selys, 1858
- Phyllothemis Fraser, 1935
- Planiplax Muttkowski, 1910
- Plathemis Hagen, 1861
- Praeviogomphus Belle, 1995
- Progomphus Selys, 1854
- Pseudoleon Kirby, 1889
- Racenaeschna Calvert, 1958
- Remartinia Navás, 1911
- Rhionaeschna Foerster, 1909
- Rhodopygia Kirby, 1889
- Rialla Navás, 1915
- Santosia Costa and T. Santos, 1992
- Scapanea Kirby, 1889
- Somatochlora Selys, 1871
- Staurophlebia Brauer, 1865
- Stylogomphus Fraser, 1922
- Stylurus Needham, 1897
- Sympetrum Newman, 1833
- Tachopteryx Uhler in Selys, 1859
- Tanypteryx Kennedy, 1917
- Tauriphila Kirby, 1889
- Tholymis Hagen, 1867
- Tibiagomphus Belle, 1992
- Tramea Hagen, 1861
- Triacanthagyna Selys, 1883
- Uracis Rambur, 1842
- Williamsonia Davis, 1913
- Ypirangathemis Santos, 1945
- Zenithoptera Selys, 1869
- Zonophora Selys, 1854

### Vrste
- Aeschnosoma auripennis Geijskes, 1970
- Aeschnosoma elegans Selys, 1871
- Aeschnosoma forcipula Hagen in Selys, 1871
- Aeschnosoma marizae Santos, 1981
- Aeschnosoma rustica Hagen in Selys, 1871
- Aeshna brasiliensis von Ellenrieder and Costa, 2002
- Aeshna canadensis Walker, 1908
- Aeshna clepsydra Say, 1839
- Aeshna coerulea (Ström, 1783)
- Aeshna constricta Say, 1839
- Aeshna crenata Hagen, 1856
- Aeshna eremita Scudder, 1866
- Aeshna interrupta Walker, 1908
- Aeshna itatiaia Carvalho and Salgado, 2004
- Aeshna juncea (Linnaeus, 1758)
- Aeshna mixta Latreille, 1805
- Aeshna palmata Hagen, 1856
- Aeshna persephone Donnelly, 1961
- Aeshna septentrionalis Burmeister, 1839
- Aeshna serrana Carvalho and Salgado, 2004
- Aeshna sitchensis Hagen, 1861
- Aeshna subarctica Walker, 1908
- Aeshna tuberculifera Walker, 1908
- Aeshna umbrosa Walker, 1908
- Aeshna verticalis Hagen, 1861
- Aeshna walkeri Kennedy, 1917
- Aeshna williamsoniana Calvert, 1905
- Agriogomphus ericae (Belle, 1966)
- Agriogomphus jessei (Williamson, 1918)
- Agriogomphus sylvicola Selys, 1869
- Agriogomphus tumens (Calvert, 1905)
- Allopetalia pustulosa Selys, 1873
- Allopetalia reticulosa Selys, 1873
- Anatya guttata (Erichson, 1848)
- Anatya januaria Ris, 1911
- Anax amazili (Burmeister, 1839)
- Anax concolor Brauer, 1865
- Anax junius (Drury, 1773)
- Anax longipes Hagen, 1861
- Anax strenuus Hagen, 1867
- Anax walsinghami McLachlan, 1883
- Andaeschna andresi (Rácenis, 1958)
- Andaeschna rufipes (Ris, 1918)
- Andaeschna timotocuica De Marmels, 1994
- Andaeschna unicolor (Martin, 1908)
- Anomalophlebia nitida Belle, 1995
- Antidythemis nigra Buchholz, 1952
- Antidythemis trameiformis Kirby, 1889
- Aphylla alia Calvert, 1948
- Aphylla angustifolia Garrison, 1986
- Aphylla barbata Belle, 1994
- Aphylla boliviana Belle, 1972
- Aphylla brasiliensis Belle, 1970
- Aphylla brevipes (Selys, 1854)
- Aphylla caraiba (Selys, 1854)
- Aphylla caudalis Belle, 1987
- Aphylla dentata (Selys, 1859)
- Aphylla distinguenda (Campion, 1920)
- Aphylla edentata (Selys, 1869)
- Aphylla exilis Belle, 1994
- Aphylla janirae Belle, 1994
- Aphylla linea Belle, 1994
- Aphylla molossus Selys, 1869
- Aphylla producta (Selys, 1854)
- Aphylla protracta (Hagen in Selys, 1859)
- Aphylla robusta Belle, 1976
- Aphylla scapula Belle, 1992
- Aphylla silvatica Belle, 1992
- Aphylla spinula Belle, 1992
- Aphylla tenuis (Hagen in Selys, 1859)
- Aphylla theodorina (Navás, 1933)
- Aphylla williamsoni (Gloyd, 1936)
- Archaeogomphus densus Belle, 1982
- Archaeogomphus furcatus Williamson, 1923
- Archaeogomphus globulus Belle, 1994
- Archaeogomphus hamatus (Williamson, 1918)
- Archaeogomphus infans (Ris, 1913)
- Archaeogomphus nanus Needham, 1944
- Archaeogomphus vanbrinkae Machado, 1994
- Argyrothemis argentea Ris, 1911
- Arigomphus cornutus (Tough, 1900)
- Arigomphus furcifer (Hagen in Selys, 1878)
- Arigomphus lentulus (Needham, 1902)
- Arigomphus maxwelli (Ferguson, 1950)
- Arigomphus pallidus (Rambur, 1842)
- Arigomphus submedianus (Williamson, 1914)
- Arigomphus villosipes (Selys, 1854)
- Basiaeschna janata (Say, 1839)
- Boyeria grafiana Williamson, 1907
- Boyeria vinosa (Say, 1839)
- Brachymesia furcata (Hagen, 1861)
- Brachymesia gravida (Calvert, 1890)
- Brachymesia herbida (Gundlach, 1889)
- Brasiliogomphus uniseries Belle, 1995
- Brechmorhoga diplosema Ris, 1913
- Brechmorhoga flavopunctata (Martin, 1897)
- Brechmorhoga innupta Rácenis, 1954
- Brechmorhoga latialata González-Soriano, 1999
- Brechmorhoga mendax (Hagen, 1861)
- Brechmorhoga neblinae De Marmels, 1989
- Brechmorhoga nubecula (Rambur, 1842)
- Brechmorhoga pertinax (Hagen, 1861)
- Brechmorhoga praecox (Hagen, 1861)
- Brechmorhoga praedatrix Calvert, 1909
- Brechmorhoga rapax Calvert, 1898
- Brechmorhoga tepeaca Calvert, 1908
- Brechmorhoga travassosi Santos, 1946
- Brechmorhoga vivax Calvert, 1906
- Cacoides latro (Erichson, 1848)
- Cannaphila insularis Kirby, 1889
- Cannaphila mortoni Donnelly, 1992
- Cannaphila vibex (Hagen, 1861)
- Castoraeschna castor (Brauer, 1865)
- Castoraeschna colorata (Martin, 1908)
- Castoraeschna coronata (Ris, 1918)
- Castoraeschna decurvata Dunkle and Cook, 1984
- Castoraeschna januaria (Hagen, 1867)
- Castoraeschna longfieldae (Kimmins, 1929)
- Castoraeschna margarethae Jurzitza, 1979
- Castoraeschna tepuica De Marmels, 1989
- Celithemis amanda (Hagen, 1861)
- Celithemis bertha Williamson, 1922
- Celithemis elisa (Hagen, 1861)
- Celithemis eponina (Drury, 1773)
- Celithemis fasciata Kirby, 1889
- Celithemis martha Williamson, 1922
- Celithemis ornata (Rambur, 1842)
- Celithemis verna Pritchard, 1935
- Cordulegaster bilineata (Carle, 1983)
- Cordulegaster diadema Selys, 1868
- Cordulegaster diastatops (Selys, 1854)
- Cordulegaster dorsalis Hagen in Selys, 1858
- Cordulegaster erronea Hagen in Selys, 1878
- Cordulegaster maculata Selys, 1854
- Cordulegaster obliqua (Say, 1839)
- Cordulegaster sayi Selys, 1854
- Cordulegaster talaria Tennessen, 2004
- Cordulia shurtleffii Scudder, 1866
- Coryphaeschna adnexa (Hagen, 1861)
- Coryphaeschna amazonica De Marmels, 1989
- Coryphaeschna apeora Paulson, 1994
- Coryphaeschna diapyra Paulson, 1994
- Coryphaeschna huaorania Tennessen, 2001
- Coryphaeschna ingens (Rambur, 1842)
- Coryphaeschna perrensi (McLachlan, 1887)
- Coryphaeschna viriditas Calvert, 1952
- Crocothemis servilia (Drury, 1773)
- Cyanogomphus comparabilis Belle, 1994
- Cyanogomphus conchinus Williamson, 1916
- Cyanogomphus demerarae Selys, 1894
- Cyanogomphus minutus Belle, 1970
- Cyanogomphus pumilus Belle, 1986
- Cyanogomphus schroederi Belle, 1970
- Cyanogomphus waltheri (Selys, 1873)
- Dasythemis esmeralda Ris, 1910
- Dasythemis essequiba Ris, 1919
- Dasythemis mincki (Karsch, 1889)
- Dasythemis venosa (Burmeister, 1839)
- Deielia phaon (Selys, 1883)
- Desmogomphus paucinervis (Selys, 1873)
- Desmogomphus tigrivensis Williamson, 1920
- Diaphlebia angustipennis (Selys, 1854)
- Diaphlebia nexans Calvert, 1903
- Diastatops dimidiata (Linnaeus, 1758)
- Diastatops emilia Montgomery, 1940
- Diastatops estherae Montgomery, 1940
- Diastatops intensa Montgomery, 1940
- Diastatops maxima Montgomery, 1940
- Diastatops nigra Montgomery, 1940
- Diastatops obscura (Fabricius, 1775)
- Diastatops pullata (Burmeister, 1839)
- Didymops floridensis Davis, 1921
- Didymops transversa (Say, 1839)
- Dorocordulia lepida (Hagen in Selys, 1871)
- Dorocordulia libera (Selys, 1871)
- Dromogomphus armatus Selys, 1854
- Dromogomphus spinosus Selys, 1854
- Dromogomphus spoliatus (Hagen in Selys, 1858)
- Dythemis fugax Hagen, 1861
- Dythemis maya Calvert, 1906
- Dythemis multipunctata Kirby, 1894
- Dythemis nigrescens Calvert, 1899
- Dythemis rufinervis (Burmeister, 1839)
- Dythemis sterilis Hagen, 1861
- Dythemis velox Hagen, 1861
- Edonis helena Needham, 1905
- Elasmothemis alcebiadesi (Santos, 1945)
- Elasmothemis cannacrioides (Calvert, 1906)
- Elasmothemis constricta (Calvert, 1898)
- Elasmothemis kiautai (De Marmels, 1989)
- Elasmothemis schubarti (Santos, 1945)
- Elasmothemis williamsoni (Ris, 1919)
- Elga leptostyla Ris, 1911
- Elga newtonsantosi Machado, 1992
- Epiaeschna heros (Fabricius, 1798)
- Epigomphus armatus Ris, 1918
- Epigomphus camelus Calvert, 1905
- Epigomphus clavatus Belle, 1980
- Epigomphus compactus Belle, 1994
- Epigomphus corniculatus Belle, 1989
- Epigomphus crepidus Kennedy, 1936
- Epigomphus donnellyi González-Soriano and Cook, 1988
- Epigomphus echeverrii Brooks, 1989
- Epigomphus flinti Donnelly, 1989
- Epigomphus gibberosus Belle, 1988
- Epigomphus houghtoni Brooks, 1989
- Epigomphus hylaeus Ris, 1918
- Epigomphus jannyae Belle, 1993
- Epigomphus llama Calvert, 1903
- Epigomphus maya Donnelly, 1989
- Epigomphus obtusus (Selys, 1869)
- Epigomphus occipitalis Belle, 1970
- Epigomphus paludosus (Hagen in Selys, 1854)
- Epigomphus paulsoni Belle, 1981
- Epigomphus pechumani Belle, 1970
- Epigomphus quadrices Calvert, 1903
- Epigomphus subobtusus Selys, 1878
- Epigomphus subquadrices Kennedy, 1946
- Epigomphus subsimilis Calvert, 1920
- Epigomphus sulcatistyla Donnelly, 1989
- Epigomphus tumefactus Calvert, 1903
- Epigomphus verticicornis Calvert, 1908
- Epigomphus westfalli Donnelly, 1986
- Epitheca canis (McLachlan, 1886)
- Epitheca costalis (Selys, 1871)
- Epitheca cynosura (Say, 1839)
- Epitheca petechialis (Muttkowski, 1911)
- Epitheca princeps Hagen, 1861
- Epitheca semiaquea (Burmeister, 1839)
- Epitheca sepia (Gloyd, 1933)
- Epitheca spinigera (Selys, 1871)
- Epitheca spinosa (Hagen in Selys, 1878)
- Epitheca stella (Williamson in Muttkowski, 1911)
- Erpetogomphus agkistrodon Garrison, 1994
- Erpetogomphus boa (Selys, 1859)
- Erpetogomphus bothrops Garrison, 1994
- Erpetogomphus compositus Hagen in Selys, 1858
- Erpetogomphus constrictor Ris, 1918
- Erpetogomphus cophias (Selys, 1858)
- Erpetogomphus crotalinus (Hagen in Selys, 1854)
- Erpetogomphus designatus Hagen in Selys, 1858
- Erpetogomphus elaphe Garrison, 1994
- Erpetogomphus elaps (Selys, 1858)
- Erpetogomphus erici Novelo, 1999
- Erpetogomphus eutainia Calvert, 1905
- Erpetogomphus heterodon Garrison, 1994
- Erpetogomphus lampropeltis Kennedy, 1918
- Erpetogomphus leptophis Garrison, 1994
- Erpetogomphus liopeltis Garrison, 1994
- Erpetogomphus ophibolus Calvert, 1905
- Erpetogomphus sabaleticus Williamson, 1918
- Erpetogomphus schausi Calvert, 1919
- Erpetogomphus sipedon Calvert, 1905
- Erpetogomphus tristani Calvert, 1912
- Erpetogomphus viperinus Selys, 1868
- Erythemis attala (Selys in Sagra, 1857)
- Erythemis carmelita Williamson, 1923
- Erythemis collocata (Hagen, 1861)
- Erythemis credula (Hagen, 1861)
- Erythemis haematogastra (Burmeister, 1839)
- Erythemis mithroides (Brauer, 1900)
- Erythemis peruviana (Rambur, 1842)
- Erythemis plebeja (Burmeister, 1839)
- Erythemis simplicicollis (Say, 1839)
- Erythemis vesiculosa (Fabricius, 1775)
- Erythrodiplax abjecta (Rambur, 1842)
- Erythrodiplax acantha Borror, 1942
- Erythrodiplax amazonica Sjöstedt, 1918
- Erythrodiplax anatoidea Borror, 1942
- Erythrodiplax andagoya Borror, 1942
- Erythrodiplax angustipennis Borror, 1942
- Erythrodiplax anomala (Brauer, 1865)
- Erythrodiplax atroterminata Ris, 1911
- Erythrodiplax attenuata (Kirby, 1889)
- Erythrodiplax avittata Borror, 1942
- Erythrodiplax basalis (Kirby, 1897)
- Erythrodiplax basifusca (Calvert, 1895)
- Erythrodiplax berenice (Drury, 1773)
- Erythrodiplax branconensis Sjöstedt, 1929
- Erythrodiplax bromeliicola Westfall in Needham, Westfall and May, 2000
- Erythrodiplax castanea (Burmeister, 1839)
- Erythrodiplax cauca Borror, 1942
- Erythrodiplax chromoptera Borror, 1942
- Erythrodiplax cleopatra Ris, 1911
- Erythrodiplax clitella Borror, 1942
- Erythrodiplax connata (Burmeister, 1839)
- Erythrodiplax corallina (Brauer, 1865)
- Erythrodiplax diversa (Navás, 1916)
- Erythrodiplax famula (Erichson, 1848)
- Erythrodiplax fervida (Erichson, 1848)
- Erythrodiplax fulva Borror, 1957
- Erythrodiplax funerea (Hagen, 1861)
- Erythrodiplax fusca (Rambur, 1842)
- Erythrodiplax gomesi Santos, 1946
- Erythrodiplax hyalina Förster, 1907
- Erythrodiplax ines Ris, 1911
- Erythrodiplax juliana Ris, 1911
- Erythrodiplax justiniana (Selys in Sagra, 1857)
- Erythrodiplax kimminsi Borror, 1942
- Erythrodiplax latimaculata Ris, 1911
- Erythrodiplax lativittata Borror, 1942
- Erythrodiplax laurentia Borror, 1942
- Erythrodiplax leticia Machado, 1996
- Erythrodiplax longitudinalis (Ris, 1919)
- Erythrodiplax luteofrons Santos, 1956
- Erythrodiplax lygaea Ris, 1911
- Erythrodiplax maculosa (Hagen, 1861)
- Erythrodiplax media Borror, 1942
- Erythrodiplax melanica Borror, 1942
- Erythrodiplax melanorubra Borror, 1942
- Erythrodiplax minuscula (Rambur, 1842)
- Erythrodiplax nigricans (Rambur, 1842)
- Erythrodiplax nivea Borror, 1942
- Erythrodiplax ochracea (Burmeister, 1839)
- Erythrodiplax pallida (Needham, 1904)
- Erythrodiplax paraguayensis (Förster, 1905)
- Erythrodiplax parvimaculata Borror, 1942
- Erythrodiplax solimaea Ris, 1911
- Erythrodiplax tenuis Borror, 1942
- Erythrodiplax transversa Borror, 1957
- Erythrodiplax umbrata (Linnaeus, 1758)
- Erythrodiplax unimaculata (De Geer, 1773)
- Erythrodiplax venusta (Kirby, 1897)
- Fylgia amazonica Kirby, 1889
- Gomphaeschna antilope (Hagen, 1874)
- Gomphaeschna furcillata (Say, 1839)
- Gomphoides infumata (Rambur, 1842)
- Gomphoides perdita (Förster, 1914)
- Gomphoides praevia St. Quentin, 1967
- Gomphomacromia chilensis Martin, 1921
- Gomphomacromia fallax McLachlan, 1881
- Gomphomacromia mexicana Needham, 1933
- Gomphomacromia nodisticta Ris, 1928
- Gomphomacromia paradoxa Brauer, 1864
- Gomphus abbreviatus Hagen in Selys, 1878
- Gomphus adelphus Selys, 1858
- Gomphus apomyius Donnelly, 1966
- Gomphus australis (Needham, 1897)
- Gomphus borealis Needham, 1901
- Gomphus cavillaris Needham, 1902
- Gomphus consanguis Selys, 1879
- Gomphus crassus Hagen in Selys, 1878
- Gomphus descriptus Banks, 1896
- Gomphus dilatatus Rambur, 1842
- Gomphus diminutus Needham, 1950
- Gomphus exilis Selys, 1854
- Gomphus externus Hagen in Selys, 1858
- Gomphus fraternus (Say, 1839)
- Gomphus geminatus Carle, 1979
- Gomphus gonzalezi Dunkle, 1992
- Gomphus graslinellus Walsh, 1862
- Gomphus hodgesi Needham, 1950
- Gomphus hybridus Williamson, 1902
- Gomphus kurilis Hagen in Selys, 1858
- Gomphus lineatifrons Calvert, 1921
- Gomphus lividus Selys, 1854
- Gomphus lynnae Paulson, 1983
- Gomphus militaris Hagen in Selys, 1858
- Gomphus minutus Rambur, 1842
- Gomphus modestus Needham, 1942
- Gomphus oklahomensis Pritchard, 1935
- Gomphus ozarkensis Westfall, 1975
- Gomphus parvidens Currie, 1917
- Gomphus quadricolor Walsh, 1863
- Gomphus rogersi Gloyd, 1936
- Gomphus sandrius Tennessen, 1983
- Gomphus septima Westfall, 1956
- Gomphus spicatus Hagen in Selys, 1854
- Gomphus vastus Walsh, 1862
- Gomphus ventricosus Walsh, 1863
- Gomphus viridifrons Hine, 1901
- Gomphus westfalli Carle and May, 1987
- Gynacantha adela Martin, 1909
- Gynacantha auricularis Martin, 1909
- Gynacantha bartai Paulson and von Ellenrieder, 2005
- Gynacantha bifida Rambur, 1842
- Gynacantha caudata Karsch, 1891
- Gynacantha chelifera McLachlan, 1896
- Gynacantha convergens Förster, 1908
- Gynacantha croceipennis Martin, 1897
- Gynacantha ereagris Gundlach, 1888
- Gynacantha francesca (Martin, 1909)
- Gynacantha gracilis (Burmeister, 1839)
- Gynacantha helenga Williamson and Williamson, 1930
- Gynacantha incisura Fraser, 1935
- Gynacantha interioris Williamson, 1923
- Gynacantha jessei Williamson, 1923
- Gynacantha klagesi Williamson, 1923
- Gynacantha laticeps Williamson, 1923
- Gynacantha litoralis Williamson, 1923
- Gynacantha membranalis Karsch, 1891
- Gynacantha mexicana Selys, 1868
- Gynacantha nervosa Rambur, 1842
- Gynacantha remartinia Navás, 1934
- Gynacantha tenuis Martin, 1909
- Gynacantha tibiata Karsch, 1891
- Gynothemis aurea Navás, 1933
- Gynothemis calliste Ris, 1913
- Gynothemis heteronycha (Calvert, 1909)
- Gynothemis uniseta Geijskes, 1972
- Gynothemis venipunctata Calvert, 1909
- Hagenius brevistylus Selys, 1854
- Helocordulia selysii (Hagen in Selys, 1878)
- Helocordulia uhleri (Selys, 1871)
- Hypopetalia pestilens McLachlan, 1870
- Idiataphe amazonica (Kirby, 1889)
- Idiataphe batesi (Ris, 1913)
- Idiataphe cubensis (Scudder, 1866)
- Idiataphe longipes (Hagen, 1861)
- Idiogomphoides demoulini (St. Quentin, 1967)
- Idiogomphoides emmeli Belle, 1995
- Idiogomphoides ictinia (Selys, 1878)
- Ladona deplanata (Rambur, 1842)
- Ladona exusta (Say, 1839)
- Ladona julia (Uhler, 1857)
- Lanthus parvulus (Selys, 1854)
- Lanthus vernalis Carle, 1980
- Lauromacromia dubitalis (Fraser, 1939)
- Lauromacromia flaviae Machado, 2002
- Lauromacromia luismoojeni (Santos, 1967)
- Lauromacromia picinguaba Carvalho, Salgado and Werneck-de-Carvalho, 2004
- Leucorrhinia borealis Hagen, 1890
- Leucorrhinia frigida Hagen, 1890
- Leucorrhinia glacialis Hagen, 1890
- Leucorrhinia hudsonica (Selys, 1850)
- Leucorrhinia intacta (Hagen, 1861)
- Leucorrhinia patricia Walker, 1940
- Leucorrhinia proxima Calvert, 1890
- Libellula auripennis Burmeister, 1839
- Libellula axilena Westwood, 1837
- Libellula comanche Calvert, 1907
- Libellula composita (Hagen, 1873)
- Libellula croceipennis Selys, 1868
- Libellula cyanea Fabricius, 1775
- Libellula flavida Rambur, 1842
- Libellula foliata (Kirby, 1889)
- Libellula forensis Hagen, 1861
- Libellula gaigei Gloyd, 1938
- Libellula herculea Karsch, 1889
- Libellula incesta Hagen, 1861
- Libellula jesseana Williamson, 1922
- Libellula luctuosa Burmeister, 1839
- Libellula mariae Garrison, 1992
- Libellula needhami Westfall, 1943
- Libellula nodisticta Hagen, 1861
- Libellula pulchella Drury, 1773
- Libellula quadrimaculata Linnaeus, 1758
- Libellula saturata Uhler, 1857
- Libellula semifasciata Burmeister, 1839
- Libellula vibrans Fabricius, 1793
- Limnetron antarcticum Förster, 1907
- Limnetron debile (Karsch, 1891)
- Macrodiplax balteata (Hagen, 1861)
- Macromia alleghaniensis Williamson, 1909
- Macromia annulata Hagen, 1861
- Macromia illinoiensis Walsh, 1862
- Macromia magnifica McLachlan in Selys, 1874
- Macromia margarita Westfall, 1947
- Macromia pacifica Hagen, 1861
- Macromia taeniolata Rambur, 1842
- Macrothemis absimile Costa, 1991
- Macrothemis aurimaculata Donnelly, 1984
- Macrothemis belliata Belle, 1987
- Macrothemis brevidens Belle, 1983
- Macrothemis capitata Calvert, 1909
- Macrothemis celeno (Selys in Sagra, 1857)
- Macrothemis cynthia Ris, 1913
- Macrothemis declivata Calvert, 1909
- Macrothemis delia Ris, 1913
- Macrothemis extensa Ris, 1913
- Macrothemis fallax May, 1998
- Macrothemis flavescens (Kirby, 1897)
- Macrothemis griseofrons Calvert, 1909
- Macrothemis guarauno Rácenis, 1957
- Macrothemis hahneli Ris, 1913
- Macrothemis hemichlora (Burmeister, 1839)
- Macrothemis hosanai Santos, 1967
- Macrothemis idalia Ris, 1919
- Macrothemis imitans Karsch, 1890
- Macrothemis inacuta Calvert, 1898
- Macrothemis inequiunguis Calvert, 1895
- Macrothemis lauriana Ris, 1913
- Macrothemis ludia Belle, 1987
- Macrothemis lutea Calvert, 1909
- Macrothemis marmorata Hagen, 1868
- Macrothemis mortoni Ris, 1913
- Macrothemis musiva Calvert, 1898
- Macrothemis newtoni Costa, 1990
- Macrothemis nobilis Rácenis, 1957
- Macrothemis pleurosticta (Burmeister, 1839)
- Macrothemis polyneura Ris, 1913
- Macrothemis proterva Belle, 1987
- Macrothemis pseudimitans Calvert, 1898
- Macrothemis pumila Karsch, 1890
- Macrothemis rupicola Rácenis, 1957
- Macrothemis tenuis Hagen, 1868
- Macrothemis tessellata (Burmeister, 1839)
- Macrothemis ultima González-Soriano, 1992
- Macrothemis valida (Navás, 1916)
- Melanocacus interioris Belle, 1986
- Melanocacus mungo (Needham, 1940)
- Miathyria marcella (Selys in Sagra, 1857)
- Miathyria simplex (Rambur, 1842)
- Micrathyria aequalis (Hagen, 1861)
- Micrathyria almeidai Santos, 1945
- Micrathyria artemis Ris, 1911
- Micrathyria athenais Calvert, 1909
- Micrathyria atra (Martin, 1897)
- Micrathyria borgmeieri Santos, 1947
- Micrathyria caerulistyla Donnelly, 1992
- Micrathyria cambridgei Kirby, 1897
- Micrathyria catenata Calvert, 1909
- Micrathyria coropinae Geijskes, 1963
- Micrathyria debilis (Hagen, 1861)
- Micrathyria dictynna Ris, 1919
- Micrathyria dido Ris, 1911
- Micrathyria didyma (Selys in Sagra, 1857)
- Micrathyria dissocians Calvert, 1906
- Micrathyria divergens Westfall, 1992
- Micrathyria dunklei Westfall, 1992
- Micrathyria duplicata Navás, 1922
- Micrathyria dythemoides Calvert, 1909
- Micrathyria eximia Kirby, 1897
- Micrathyria hagenii Kirby, 1890
- Micrathyria hesperis Ris, 1911
- Micrathyria hippolyte Ris, 1911
- Micrathyria hypodidyma Calvert, 1906
- Micrathyria iheringi Santos, 1946
- Micrathyria kleerekoperi Clavert, 1946
- Micrathyria laevigata Calvert, 1909
- Micrathyria longifasciata Calvert, 1909
- Micrathyria mengeri Ris, 1919
- Micrathyria occipita Westfall, 1992
- Micrathyria ocellata Martin, 1897
- Micrathyria paruensis Geijskes, 1963
- Micrathyria pirassunungae Santos, 1953
- Micrathyria pseudeximia Westfall, 1992
- Micrathyria pseudhypodidyma Costa, Lourenço and Viera, 2002
- Micrathyria ringueleti Rodrigues, 1988
- Micrathyria romani Sjöstedt, 1918
- Micrathyria schumanni Calvert, 1906
- Micrathyria spinifera Calvert, 1909
- Micrathyria spuria (Selys, 1900)
- Micrathyria stawiarskii Santos, 1953
- Micrathyria surinamensis Geijskes, 1963
- Micrathyria sympriona Tennessen, 2000
- Micrathyria tibialis Kirby, 1897
- Micrathyria ungulata Förster, 1907
- Micrathyria venezuelae De Marmels, 1989
- Misagria bimacula Kimmins, 1943
- Misagria calverti Geijskes, 1951
- Misagria divergens De Marmels, 1981
- Misagria parana Kirby, 1889
- Mitragomphus ganzanus Needham, 1944
- Nannothemis bella (Uhler, 1857)
- Nasiaeschna pentacantha (Rambur, 1842)
- Navicordulia amazonica Machado and Costa, 1995
- Navicordulia atlantica Machado and Costa, 1995
- Navicordulia errans (Calvert, 1909)
- Navicordulia kiautai Machado and Costa, 1995
- Navicordulia leptostyla Machado and Costa, 1995
- Navicordulia longistyla Machado and Costa, 1995
- Navicordulia mielkei Machado and Costa, 1995
- Navicordulia miersi Machado and Costa, 1995
- Navicordulia nitens (De Marmels, 1991)
- Navicordulia vagans (De Marmels, 1989)
- Neocordulia androgynis (Selys, 1871)
- Neocordulia batesi (Selys, 1871)
- Neocordulia biancoi Rácenis, 1970
- Neocordulia campana May and Knopf, 1988
- Neocordulia carlochagasi Santos, 1967
- Neocordulia griphus May, 1992
- Neocordulia mambucabensis Costa and T. Santos, 2000
- Neocordulia matutuensis Machado, 2005
- Neocordulia setifera (Hagen in Selys, 1871)
- Neocordulia volxemi (Selys, 1874)
- Neogomphus bidens Selys, 1878
- Neogomphus edenticulatus Carle and Cook, 1984
- Neogomphus molestus (Hagen in Selys, 1854)
- Neopetalia punctata (Hagen in Selys, 1854)
- Nephepeltia aequisetis Calvert, 1909
- Nephepeltia berlai Santos, 1950
- Nephepeltia chalconota Ris, 1919
- Nephepeltia flavifrons (Karsch, 1889)
- Nephepeltia leonardina Rácenis, 1953
- Nephepeltia phryne (Perty, 1834)
- Nesogonia blackburni (McLachlan, 1883)
- Neuraeschna calverti Kimmins, 1951
- Neuraeschna capillata Machet, 1990
- Neuraeschna claviforcipata Martin, 1909
- Neuraeschna clavulata Machet, 1990
- Neuraeschna cornuta Belle, 1989
- Neuraeschna costalis (Burmeister, 1839)
- Neuraeschna dentigera Martin, 1909
- Neuraeschna harpya Martin, 1909
- Neuraeschna maxima Belle, 1989
- Neuraeschna maya Belle, 1989
- Neuraeschna mayoruna Belle, 1989
- Neuraeschna mina Williamson and Williamson, 1930
- Neuraeschna producta Kimmins, 1933
- Neuraeschna tapajonica Machado, 2002
- Neuraeschna titania Belle, 1989
- Neurocordulia alabamensis Hodges in Needham and Westfall, 1955
- Neurocordulia michaeli Brunelle, 2000
- Neurocordulia molesta (Walsh, 1863)
- Neurocordulia obsoleta (Say, 1839)
- Neurocordulia virginiensis Davis, 1927
- Neurocordulia xanthosoma (Williamson, 1908)
- Neurocordulia yamaskanensis (Provancher, 1875)
- Nothodiplax dendrophila Belle, 1984
- Octogomphus specularis (Hagen in Selys, 1859)
- Oligoclada abbreviata (Rambur, 1842)
- Oligoclada amphinome Ris, 1919
- Oligoclada borrori Santos, 1945
- Oligoclada calverti Santos, 1951
- Oligoclada crocogaster Borror, 1931
- Oligoclada haywardi Fraser, 1947
- Oligoclada heliophila Borror, 1931
- Oligoclada hypophane De Marmels, 1989
- Oligoclada laetitia Ris, 1911
- Oligoclada leucotaenia De Marmels, 1989
- Oligoclada monosticha Borror, 1931
- Oligoclada nemesis (Ris, 1911)
- Oligoclada pachystigma Karsch, 1890
- Oligoclada rhea Ris, 1911
- Oligoclada risi Geijskes, 1984
- Oligoclada stenoptera Borror, 1931
- Oligoclada sylvia (Kirby, 1889)
- Oligoclada teretidentis Rehn, 2003
- Oligoclada umbricola Borror, 1931
- Oligoclada waikinimae De Marmels, 1992
- Oligoclada walkeri Geijskes, 1931
- Oligoclada xanthopleura Borror, 1931
- Ophiogomphus acuminatus Carle, 1981
- Ophiogomphus anomalus Harvey, 1898
- Ophiogomphus arizonicus Kennedy, 1917
- Ophiogomphus aspersus Morse, 1895
- Ophiogomphus australis Carle, 1992
- Ophiogomphus bison Selys, 1873
- Ophiogomphus carolus Needham, 1897
- Ophiogomphus colubrinus Selys, 1854
- Ophiogomphus edmundo Needham, 1951
- Ophiogomphus howei Bromley, 1924
- Ophiogomphus incurvatus Carle, 1982
- Ophiogomphus mainensis Packard in Walsh, 1863
- Ophiogomphus morrisoni Selys, 1879
- Ophiogomphus occidentis (Hagen, 1885)
- Ophiogomphus purepecha González-Soriano and Villeda-Callejas, 2000
- Ophiogomphus rupinsulensis (Walsh, 1862)
- Ophiogomphus severus Hagen, 1874
- Ophiogomphus smithi Tennessen and Vogt, 2004
- Ophiogomphus susbehcha Vogt and Smith, 1993
- Ophiogomphus westfalli Cook and Daigle, 1985
- Oplonaeschna armata (Hagen, 1861)
- Oplonaeschna magna González-Soriano and Novelo-Gutiérrez, 1998
- Orthemis aequilibris Calvert, 1909
- Orthemis ambinigra Calvert, 1909
- Orthemis ambirufa Calvert, 1909
- Orthemis anthracina De Marmels, 1989
- Orthemis attenuata (Erichson, 1848)
- Orthemis biolleyi Calvert, 1906
- Orthemis concolor Ris, 1919
- Orthemis cultriformis Calvert, 1899
- Orthemis discolor (Burmeister, 1839)
- Orthemis ferruginea (Fabricius, 1775)
- Orthemis flavopicta Kirby, 1889
- Orthemis levis Calvert, 1906
- Orthemis nodiplaga Karsch, 1891
- Orthemis plaumanni Buchholz, 1950
- Orthemis regalis Ris, 1910
- Orthemis schmidti Buchholz, 1950
- Orthemis sulphurata Hagen, 1868
- Pachydiplax longipennis (Burmeister, 1839)
- Paltothemis cyanosoma Garrison, 1982
- Paltothemis lineatipes Karsch, 1890
- Paltothemis nicolae Hellebuyck, 2002
- Pantala flavescens (Fabricius, 1798)
- Pantala hymenaea (Say, 1839)
- Paracordulia sericea (Selys, 1871)
- Perigomphus pallidistylus (Belle, 1972)
- Perithemis bella Kirby, 1889
- Perithemis cornelia Ris, 1910
- Perithemis domitia (Drury, 1773)
- Perithemis electra Ris, 1930
- Perithemis icteroptera (Selys in Sagra, 1857)
- Perithemis intensa Kirby, 1889
- Perithemis lais (Perty, 1834)
- Perithemis mooma Kirby, 1889
- Perithemis parzefalli Hoffmann, 1991
- Perithemis rubita Dunkle, 1982
- Perithemis tenera (Say, 1839)
- Perithemis thais Kirby, 1889
- Peruviogomphus bellei Machado, 2005
- Peruviogomphus moyobambus Klots, 1944
- Peruviogomphus pearsoni Belle, 1979
- Phenes raptor Rambur, 1842
- Phyllocycla anduzei (Needham, 1943)
- Phyllocycla argentina (Hagen in Selys, 1878)
- Phyllocycla armata Belle, 1977
- Phyllocycla baria Belle, 1987
- Phyllocycla bartica Calvert, 1948
- Phyllocycla basidenta Dunkle, 1987
- Phyllocycla brasilia Belle, 1988
- Phyllocycla breviphylla Belle, 1975
- Phyllocycla diphylla (Selys, 1854)
- Phyllocycla elongata (Selys, 1858)
- Phyllocycla foliata Belle, 1988
- Phyllocycla gladiata (Hagen in Selys, 1854)
- Phyllocycla hamata Belle, 1990
- Phyllocycla hespera (Calvert, 1909)
- Phyllocycla malkini Belle, 1970
- Phyllocycla medusa Belle, 1988
- Phyllocycla modesta Belle, 1970
- Phyllocycla murrea Belle, 1988
- Phyllocycla neotropica Belle, 1970
- Phyllocycla ophis (Selys, 1869)
- Phyllocycla pallida Belle, 1970
- Phyllocycla pegasus (Selys, 1869)
- Phyllocycla propinqua Belle, 1972
- Phyllocycla signata (Hagen in Selys, 1854)
- Phyllocycla sordida (Selys, 1854)
- Phyllocycla speculatrix Belle, 1975
- Phyllocycla titschacki (Schmidt, 1942)
- Phyllocycla uniforma Dunkle, 1987
- Phyllocycla vesta Belle, 1972
- Phyllocycla viridipleuris (Calvert, 1909)
- Phyllocycla volsella (Calvert, 1905)
- Phyllogomphoides aculeus Belle, 1982
- Phyllogomphoides albrighti (Needham, 1950)
- Phyllogomphoides andromeda (Selys, 1869)
- Phyllogomphoides angularis Belle, 1982
- Phyllogomphoides annectens (Selys, 1869)
- Phyllogomphoides apiculatus Cook and González-Soriano, 1990
- Phyllogomphoides appendiculatus (Kirby, 1899)
- Phyllogomphoides atlanticus (Belle, 1970)
- Phyllogomphoides audax (Hagen in Selys, 1854)
- Phyllogomphoides bifasciatus (Hagen in Selys, 1878)
- Phyllogomphoides brunneus Belle, 1981
- Phyllogomphoides burgosi Brooks, 1989
- Phyllogomphoides calverti (Kirby, 1897)
- Phyllogomphoides camposi (Calvert, 1909)
- Phyllogomphoides cassiopeia (Belle, 1975)
- Phyllogomphoides cepheus Belle, 1980
- Phyllogomphoides cornutifrons (Needham, 1944)
- Phyllogomphoides cristatus (Needham, 1944)
- Phyllogomphoides danieli González-Soriano and Novelo-Gutiérrez, 1990
- Phyllogomphoides duodentatus Donnelly, 1979
- Phyllogomphoides fuliginosus (Hagen in Selys, 1854)
- Phyllogomphoides imperator Belle, 1976
- Phyllogomphoides indicatrix Belle, 1989
- Phyllogomphoides insignatus Donnelly, 1979
- Phyllogomphoides joaquini Rodrigues, 1992
- Phyllogomphoides lieftincki (Belle, 1970)
- Phyllogomphoides litoralis Belle, 1984
- Phyllogomphoides luisi González-Soriano and Novelo-Gutiérrez, 1990
- Phyllogomphoides major Belle, 1984
- Phyllogomphoides nayaritensis Belle, 1987
- Phyllogomphoides pacificus (Selys, 1873)
- Phyllogomphoides pedunculus Belle, 1984
- Phyllogomphoides praedatrix Belle, 1982
- Phyllogomphoides pseudangularis Belle, 1994
- Phyllogomphoides pseudoundulatus Belle, 1984
- Phyllogomphoides pugnifer Donnelly, 1979
- Phyllogomphoides regularis (Selys, 1873)
- Phyllogomphoides selysi (Navás, 1924)
- Phyllogomphoides semicircularis (Selys, 1854)
- Phyllogomphoides singularis Belle, 1979
- Phyllogomphoides spiniventris Belle, 1994
- Phyllogomphoides stigmatus (Say, 1839)
- Phyllogomphoides suasillus Donnelly, 1979
- Phyllogomphoides suasus (Selys, 1859)
- Phyllogomphoides suspectus Belle, 1994
- Phyllogomphoides undulatus (Needham, 1944)
- Phyllopetalia altarensis (Carle, 1996)
- Phyllopetalia apicalis (Selys, 1858)
- Phyllopetalia apollo (Selys, 1878)
- Phyllopetalia excrescens (Carle, 1996)
- Phyllopetalia pudu Dunkle, 1985
- Phyllopetalia stictica (Hagen in Selys, 1858)
- Phyllothemis eltoni Fraser, 1935
- Planiplax arachne Ris, 1912
- Planiplax erythropyga (Karsch, 1891)
- Planiplax machadoi Santos, 1949
- Planiplax phoenicura Ris, 1912
- Planiplax sanguiniventris (Calvert, 1907)
- Plathemis lydia (Drury, 1773)
- Plathemis subornata Hagen, 1861
- Praeviogomphus proprius Belle, 1995
- Progomphus abbreviatus Belle, 1973
- Progomphus aberrans Belle, 1973
- Progomphus adaptatus Belle, 1973
- Progomphus alachuensis Byers, 1939
- Progomphus amarillus Tennessen, 1992
- Progomphus amazonicus Belle, 1973
- Progomphus angeloi Belle, 1994
- Progomphus anomalus Belle, 1973
- Progomphus approximatus Belle, 1966
- Progomphus auropictus Ris, 1911
- Progomphus australis Belle, 1973
- Progomphus basalis Belle, 1994
- Progomphus basistictus Ris, 1911
- Progomphus bellei Knopf and Tennessen, 1980
- Progomphus belyshevi Belle, 1991
- Progomphus bidentatus Belle, 1994
- Progomphus boliviensis Belle, 1973
- Progomphus borealis McLachlan in Selys, 1873
- Progomphus brachycnemis Needham, 1944
- Progomphus clendoni Calvert, 1905
- Progomphus complicatus (Selys, 1854)
- Progomphus conjectus Belle, 1966
- Progomphus costalis (Hagen in Selys, 1854)
- Progomphus delicatus Belle, 1973
- Progomphus dorsopallidus Byers, 1934
- Progomphus elegans Belle, 1973
- Progomphus fassli Belle, 1973
- Progomphus flinti Belle, 1975
- Progomphus formalis Belle, 1973
- Progomphus geijskesi Needham, 1944
- Progomphus gracilis (Hagen in Selys, 1854)
- Progomphus guyanensis Belle, 1966
- Progomphus herrerae Needham and Etcheverry, 1956
- Progomphus incurvatus Belle, 1973
- Progomphus integer Hagen in Selys, 1878
- Progomphus intricatus Hagen in Selys, 1858
- Progomphus joergenseni Ris, 1908
- Progomphus kimminsi Belle, 1973
- Progomphus lepidus Ris, 1911
- Progomphus longistigma Ris, 1918
- Progomphus maculatus Belle, 1984
- Progomphus mexicanus Belle, 1973
- Progomphus microcephalus Belle, 1994
- Progomphus montanus Belle, 1973
- Progomphus nervis Belle, 1973
- Progomphus nigellus Belle, 1990
- Progomphus obscurus (Rambur, 1842)
- Progomphus occidentalis Belle, 1983
- Progomphus perithemoides Belle, 1980
- Progomphus perpusillus Ris, 1918
- Progomphus phyllochromus Ris, 1918
- Progomphus pijpersi Belle, 1966
- Progomphus polygonus Selys, 1879
- Progomphus pygmaeus Selys, 1873
- Progomphus racenisi De Marmels, 1983
- Progomphus recticarinatus Calvert, 1909
- Progomphus recurvatus Ris, 1911
- Progomphus risi Williamson, 1920
- Progomphus serenus Hagen in Selys, 1878
- Progomphus superbus Belle, 1973
- Progomphus tantillus Belle, 1973
- Progomphus tennesseni Daigle, 1996
- Progomphus tibialis Belle, 1973
- Progomphus victor St. Quentin, 1973
- Progomphus virginiae Belle, 1973
- Progomphus zephyrus Needham, 1941
- Progomphus zonatus (Hagen in Selys, 1854)
- Pseudoleon superbus (Hagen, 1861)
- Racenaeschna angustistrigis Calvert, 1958
- Remartinia luteipennis (Burmeister, 1839)
- Remartinia restricta Carvalho, 1992
- Remartinia rufipennis (Kennedy, 1941)
- Remartinia secreta (Calvert, 1952)
- Rhionaeschna absoluta (Calvert, 1952)
- Rhionaeschna biliosa (Kennedy, 1938)
- Rhionaeschna bonariensis (Rambur, 1842)
- Rhionaeschna brasiliensis (von Ellenrieder and Martins Costa, 2002)
- Rhionaeschna brevicercia (Muzón and von Ellenrieder, 2001)
- Rhionaeschna brevifrons (Hagen, 1861)
- Rhionaeschna californica (Calvert, 1895)
- Rhionaeschna condor (De Marmels, 2001)
- Rhionaeschna confusa (Rambur, 1842)
- Rhionaeschna cornigera (Brauer, 1865)
- Rhionaeschna decessus (Calvert, 1953)
- Rhionaeschna demarmelsi von Ellenrieder, 2003
- Rhionaeschna diffinis (Rambur, 1842)
- Rhionaeschna draco (Rácenis, 1958)
- Rhionaeschna dugesi (Calvert, 1905)
- Rhionaeschna eduardoi (Machado, 1984)
- Rhionaeschna elsia (Calvert, 1952)
- Rhionaeschna fissifrons (Muzón and von Ellenrieder, 2001)
- Rhionaeschna galapagoensis (Currie, 1901)
- Rhionaeschna haarupi (Ris, 1908)
- Rhionaeschna intricata (Martin, 1908)
- Rhionaeschna jalapensis (Williamson, 1908)
- Rhionaeschna joannisi (Martin, 1897)
- Rhionaeschna manni (Williamson and Williamson, 1930)
- Rhionaeschna marchali (Rambur, 1842)
- Rhionaeschna multicolor (Hagen, 1861)
- Rhionaeschna mutata (Hagen, 1861)
- Rhionaeschna nubigena (De Marmels, 1989)
- Rhionaeschna obscura (Muzón and von Ellenrieder, 2001)
- Rhionaeschna pallipes (Fraser, 1947)
- Rhionaeschna pauloi (Machado, 1994)
- Rhionaeschna peralta (Ris, 1918)
- Rhionaeschna planaltica (Calvert, 1952)
- Rhionaeschna psilus (Calvert, 1947)
- Rhionaeschna punctata (Martin, 1908)
- Rhionaeschna tinti (von Ellenrieder, 2000)
- Rhionaeschna variegata (Fabricius, 1775)
- Rhionaeschna vazquezae (González-Soriano, 1986)
- Rhionaeschna vigintipunctata (Ris, 1918)
- Rhodopygia cardinalis (Erichson, 1848)
- Rhodopygia geijskesi Belle, 1964
- Rhodopygia hinei Calvert, 1907
- Rhodopygia hollandi Calvert, 1907
- Rhodopygia pruinosa Buchholz, 1953
- Rialla villosa (Rambur, 1842)
- Santosia machadoi Costa and T. Santos, 2000
- Santosia marshalli Costa and T. Santos, 1992
- Santosia newtoni Costa and T. Santos, 2000
- Scapanea archboldi Donnelly, 1970
- Scapanea frontalis (Burmeister, 1839)
- Somatochlora albicincta (Burmeister, 1839)
- Somatochlora alpestris (Selys, 1840)
- Somatochlora arctica (Zetterstedt, 1840)
- Somatochlora brevicincta Robert, 1954
- Somatochlora calverti Williamson and Gloyd, 1933
- Somatochlora cingulata (Selys, 1871)
- Somatochlora elongata (Scudder, 1866)
- Somatochlora ensigera Martin, 1906
- Somatochlora filosa (Hagen, 1861)
- Somatochlora forcipata (Scudder, 1866)
- Somatochlora franklini (Selys, 1878)
- Somatochlora georgiana Walker, 1925
- Somatochlora hineana Williamson, 1931
- Somatochlora hudsonica (Hagen in Selys, 1871)
- Somatochlora incurvata Walker, 1918
- Somatochlora kennedyi Walker, 1918
- Somatochlora linearis (Hagen, 1861)
- Somatochlora margarita Donnelly, 1962
- Somatochlora minor Calvert in Harvey, 1898
- Somatochlora ozarkensis Bird, 1933
- Somatochlora provocans Calvert, 1903
- Somatochlora sahlbergi Trybom, 1889
- Somatochlora semicircularis (Selys, 1871)
- Somatochlora septentrionalis (Hagen, 1861)
- Somatochlora tenebrosa (Say, 1839)
- Somatochlora walshii (Scudder, 1866)
- Somatochlora whitehousei Walker, 1925
- Somatochlora williamsoni Walker, 1907
- Staurophlebia auca Kennedy, 1937
- Staurophlebia bosqi Navás, 1927
- Staurophlebia gigantula Martin, 1909
- Staurophlebia reticulata (Burmeister, 1839)
- Staurophlebia wayana Geijskes, 1959
- Stylogomphus albistylus (Hagen in Selys, 1878)
- Stylogomphus sigmastylus Cook and Laudermilk, 2004
- Stylurus amnicola (Walsh, 1862)
- Stylurus falcatus Gloyd, 1944
- Stylurus intricatus (Hagen in Selys, 1858)
- Stylurus ivae Williamson, 1932
- Stylurus laurae Williamson, 1932
- Stylurus notatus (Rambur, 1842)
- Stylurus olivaceus (Selys, 1873)
- Stylurus plagiatus (Selys, 1854)
- Stylurus potulentus (Needham, 1942)
- Stylurus scudderi (Selys, 1873)
- Stylurus spiniceps (Walsh, 1862)
- Stylurus townesi Gloyd, 1936
- Sympetrum ambiguum (Rambur, 1842)
- Sympetrum chaconi De Marmels, 1994
- Sympetrum corruptum (Hagen, 1861)
- Sympetrum costiferum (Hagen, 1861)
- Sympetrum danae (Sulzer, 1776)
- Sympetrum evanescens De Marmels, 1992
- Sympetrum gilvum (Selys, 1884)
- Sympetrum illotum (Hagen, 1861)
- Sympetrum internum Montgomery, 1943
- Sympetrum janeae Carle, 1993
- Sympetrum madidum (Hagen, 1861)
- Sympetrum nigrocreatum Calvert, 1920
- Sympetrum obtrusum (Hagen, 1867)
- Sympetrum occidentale Bartenev, 1915
- Sympetrum pallipes (Hagen, 1874)
- Sympetrum paramo De Marmels, 2001
- Sympetrum roraimae De Marmels, 1988
- Sympetrum rubicundulum (Say, 1839)
- Sympetrum semicinctum (Say, 1839)
- Sympetrum signiferum Cannings and Garrison, 1991
- Sympetrum vicinum (Hagen, 1861)
- Sympetrum villosum Ris, 1911
- Tachopteryx thoreyi (Hagen in Selys, 1858)
- Tanypteryx hageni (Selys, 1879)
- Tauriphila argo (Hagen, 1869)
- Tauriphila australis (Hagen, 1867)
- Tauriphila azteca Calvert, 1906
- Tauriphila risi Martin, 1896
- Tauriphila xiphea Ris, 1913
- Tholymis citrina Hagen, 1867
- Tibiagomphus noval (Rodrigues, 1985)
- Tibiagomphus uncatus (Fraser, 1947)
- Tramea abdominalis (Rambur, 1842)
- Tramea binotata (Rambur, 1842)
- Tramea calverti Muttkowski, 1910
- Tramea carolina (Linnaeus, 1763)
- Tramea cophysa Hagen, 1867
- Tramea insularis Hagen, 1861
- Tramea lacerata Hagen, 1861
- Tramea minuta De Marmels and Rácenis, 1982
- Tramea onusta Hagen, 1861
- Tramea rustica De Marmels and Rácenis, 1982
- Triacanthagyna caribbea Williamson, 1923
- Triacanthagyna dentata (Geijskes, 1943)
- Triacanthagyna ditzleri Williamson, 1923
- Triacanthagyna nympha (Navás, 1933)
- Triacanthagyna obscuripennis (Blanchard, 1845)
- Triacanthagyna satyrus (Martin, 1909)
- Triacanthagyna septima (Selys in Sagra, 1857)
- Triacanthagyna trifida (Rambur, 1842)
- Triacanthagyna williamsoni von Ellenrieder and Garrison, 2003
- Uracis fastigiata (Burmeister, 1839)
- Uracis imbuta (Burmeister, 1839)
- Uracis infumata (Rambur, 1842)
- Uracis ovipositrix Calvert, 1909
- Uracis reducta Fraser, 1946
- Uracis siemensi Kirby, 1897
- Uracis turrialba Ris, 1919
- Williamsonia fletcheri Williamson, 1923
- Williamsonia lintneri (Hagen in Selys, 1878)
- Ypirangathemis calverti Santos, 1945
- Zenithoptera anceps Pujol-Luz, 1993
- Zenithoptera fasciata (Linnaeus, 1758)
- Zenithoptera lanei Santos, 1941
- Zenithoptera viola Ris, 1910
- Zonophora batesi Selys, 1869
- Zonophora calippus Selys, 1869
- Zonophora campanulata (Burmeister, 1839)
- Zonophora diversa Belle, 1983
- Zonophora nobilis Belle, 1983
- Zonophora regalis Belle, 1976
- Zonophora solitaria Rácenis, 1970
- Zonophora supratriangularis Schmidt, 1941
- Zonophora surinamensis Needham, 1944
- Zonophora wucherpfennigi Schmidt, 1941